# Lefaux
Lefaux är en kommun i departementet Pas-de-Calais i regionen Hauts-de-France i norra Frankrike. Kommunen ligger i kantonen Étaples som tillhör arrondissementet Montreuil. År 2022 hade Lefaux 222 invånare.

## Befolkningsutveckling
Antalet invånare i kommunen Lefaux
| Referens: INSEE |